# Baocnana
Baocnana (Bao′knana, Baoknana, Baucnana, Bauknana) ist ein osttimoresisches Dorf im Suco Beneufe (Verwaltungsamt Nitibe, Sonderverwaltungsregion Oe-Cusse Ambeno).

## Geographie

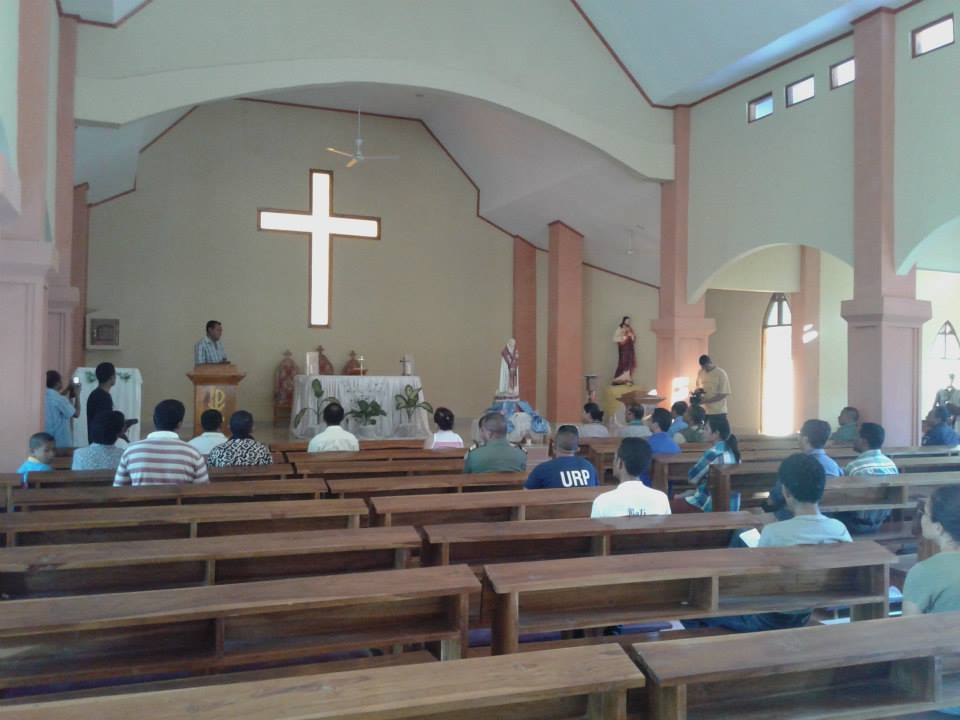
In der Kirche von Baocnana

Der Küstenort liegt auf einer Meereshöhe von 113 m, an der Sawusee, westlich der Mündung des Oelete und östlich von Citrana, dem Sitz des Verwaltungsamts. Baocnana verfügt über einen Hubschrauberlandeplatz für Notfälle, eine Grundschule (Escola Primaria Baocnana) und zusätzlich eine Schule zur Vorbereitung auf die Sekundärstufe.
Die römisch-katholische Pfarrkirche Nossa Senhora de Fátima wurde am 20. Januar 2014 eingeweiht.